# 시티 서클

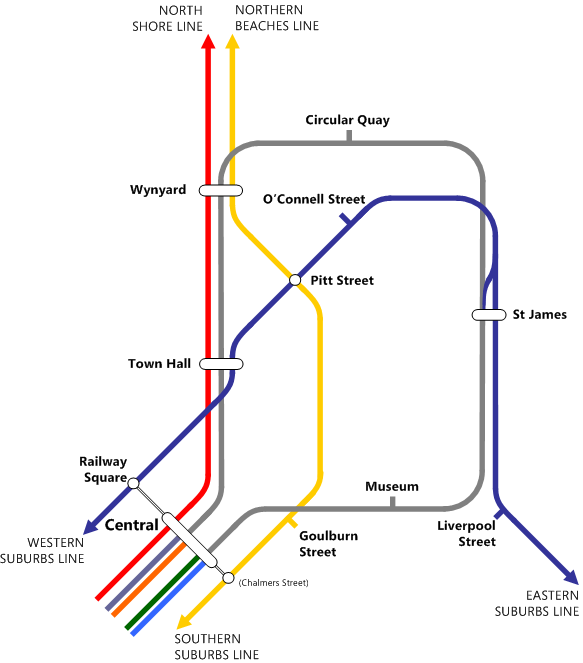
설계전 시드니 시티 서클 구상도

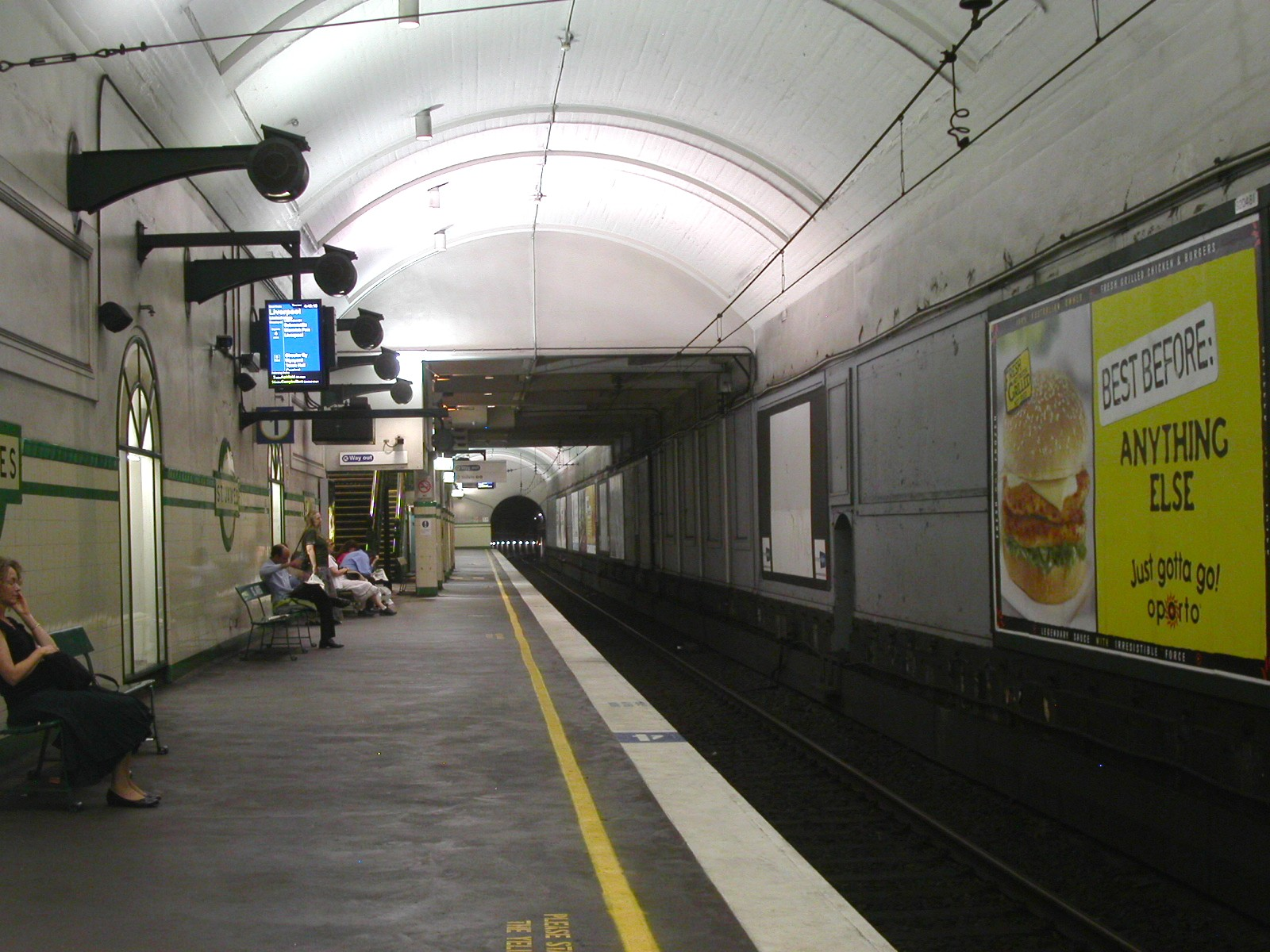
세인트 제임스 역 플랫폼

시드니 시티 서클(영어: Sydney City Circle)은 오스트레일리아 뉴사우스웨일스주 시드니의 중심부를 지하로 통과하는 기차 노선이다. 뉴사우스웨일스 주 정부 산하 RailCorp에 의해 소유, 운영되며 2층으로 구성된 열차가 시드니 중심 업무 지구를 둥근 원형을 그리며 타운 홀, 윈야드, 서큘러 퀴, 세인트 제임스, 뮤지엄, 센트럴 역으로 구성된 6개의 역을 통과한다.

## 역사
시티 서클은 1920년대 존 브래드필드에 의해 디자인 되었다. 처음 설계 당시에는 2개의 부분으로 나누어 디자인 되었으며 1926년에 하이드 파크 아래에 세인트 제임스 역과 뮤지엄 역이 건설되었고, 1932년에 하버 브리지의 개통과 함께 윈야드 역과 타운 홀 역이 개통되어 2개의 부분으로 나뉘어 운영되다가 1956년 서큘러 키 역이 개통되며 오늘날의 모습을 갖추게 되었다.

## 특징
- 시티 서클은 시드니 중심부에서 외곽으로 연결되는 노선의 일부이며 시드니 중심부에서만 지하로 운영될 뿐 나머지 부분에서는 대부분 지상으로 운영되기 때문에 지하철(Subway)이라 명칭을 사용하지 않고 기차(Train)라는 명칭을 사용한다.

- 현재에는 운영되지 않는 터널이 아직까지도 존재하고 있다. 윈야드 역과 세인트 제임스 역에 위치한 과거, 트램이 이용하던 터널이 그것이다.

## 같이 보기
- 세계 각국의 도시 철도